# Polistes gigas
Polistes gigas je velký vosík žijící v jižní, jihovýchodní a východní Asii. Jde o nezaměnitelný druh, jenž se vyznačuje rudohnědým zbarvením a značnými rozměry (až 5 cm). Živí se nektarem a mízou a pro své larvy loví housenky motýlů. Staví si hnízda z papíroviny s několika desítkami buněk.

## Taxonomie a rozšíření
Polistes gigas popsal britský entomolog William Kirby v roce 1826. Jde o vosíka z podčeledi Polistinae a rodu Polistes, jejímž zástupcům se někdy říká „papírové vosy“. Žije v pásu území od severní Indie po jižní Čínu. Je rovněž rozšířen na Tchaj-wanu a v Hongkongu, odkud pocházejí nejpodrobnější studie o jeho životě. Celkově je široce rozšířený, ale zároveň není příliš hojný.

## Popis
Polistes gigas je největší druh vosíka na světě. Dělnice dorůstají délky 21 až 26 mm, královny 25 až 34, někdy až 38 mm. Samci jsou ještě větší a dosahují délky 30 až 38 mm a výjimečně i okolo 45 až 50 mm, čímž se řadí mezi největší zástupce celé čeledi sršňovití.
Zbarvení tohoto druhu je kompletně hnědo-červené. Někdy jsou přítomny slabé světlé proužky na zadečku. Samice mají čelní štítek (clypeus) výrazně tečkovaný. Křídla mají kouřově hnědou barvu. Nohy dorůstají značné délky. Létá, stejně jako ostatní vosíci, se svěšenýma nohama. Vydává při tom velmi nízký zvuk. Hlava je celkově značně robustní (zvláště spánky) a osvalená a to především u samců. Ti mají mimořádně vyvinutá, velká kusadla.

## Biologie
Polistes gigas je druh specializovaný na lov housenek, především z čeledi Papilionidae. Touto kořistí zásobují své larvy. Dospělci se živí sladkými šťávami, především mízou stromů, a to zvláště různých citrusů. Královny po přezimování vyhledávají nektar, například z květů ošarky Mallotus paniculatus.
Samice (budoucí královny) hibernují během zimy ve skupinách ve štěrbinách pod kůrou stromů či na jiných bezpečných místech. Hnízdo si budují v dutinách stromů, v husté vegetaci, opuštěných domech či obecně na stinných místech. Má podobu malé nesymetrické směrem dolů otevřené plástve. Jako materiál slouží rozžvýkaná papírovina ze stromů, často z bambusů. Buňky dělnic a samic/královen nejsou nijak rozlišitelné svou velikostí, buňky samců bývají výrazně větší. Hnízda obsahují obvykle méně než 100 buněk, přičemž dospělých vosíků žije najednou v jednom hnízdě většinou méně než 20. Největší zaznamenané hnízdo mělo 126 buněk.
Samci svádějí koncem podzimu teritoriální souboje o přístup k samicím. Zápasí vždy jeden na jednoho, využívají při tom končetiny k uchopení protivníka a kusadla k jeho poranění či usmrcení. Vítězný samec si zabírá určitou výhodnou teritoriální pozici a čeká na výzvu dalšího protivníka. Poražení jedinci bývají mnohdy zmrzačeni (utržené končetiny, tykadla, křídla) či smrtelně zraněni.
Vůči člověku se vosík nechová agresivně, ačkoliv disponuje velmi bolestivým žihadlem. To se snaží použít, je-li uchopen či pokud je kolonie ohrožena.